# Sông Olza
Sông Olzaⓘ /ˈɔːlzə/ (tiếng Séc: Olše, tiếng Đức: Olsa) là một con sông ở Ba Lan và Cộng hòa Séc, một nhánh phải (phía đông) của sông Oder. Nó chảy từ dãy núi Silesian Beskids qua miền nam Cieszyn Silesia ở Ba Lan và các quận Frýdek-Místek và Karviná của Cộng hòa Séc, thường tạo thành biên giới với Ba Lan. Nó chảy vào sông Oder ở phía bắc Bohumín. Hợp lưu Olza-Oder cũng tạo thành một phần của đường biên giới.
Con sông là biểu tượng của khu vực Zaolzie (tiếng Ba Lan: Trans-Olza), nằm ở bờ phía tây của nó, tạo thành một phần của nửa phía tây của Cieszyn Silesia, như được diễn tả bằng những từ trong bài quốc ca không chính thức của vùng này của người Ba Lan địa phương, bài hát Płyniesz Olzo po dolinie (Thou Flowest, Olza, xuống thung lũng), được viết bởi Jan Kubisz.
Olza cũng đã truyền cảm hứng cho nhiều nghệ sĩ khác. Trong số những người đã viết về dòng sông là Adolf Fierla, Pola Gojawiczyńska, Emanuel Grim, Julian Przyboś, Vladislav Vančura và Adam Wawrosz. Ca sĩ Jaromír Nohavica đã sử dụng Olza như một chủ đề chính trong một số bài hát của mình.

## Tên
Văn bản đề cập lâu đời nhất còn tồn tại là trong một lá thư có từ năm 1290, trong đó đề cập đến dòng sông Olza. Con sông sau đó đã được đề cập trong một tài liệu bằng văn bản vào năm 1611 với tên Oldza. Vào cuối thế kỷ 19, với sự trỗi dậy của chủ nghĩa dân tộc đại chúng, cả hai nhà hoạt động Ba Lan và Séc đều tuyên bố cái tên Olza không đủ là một cái tên trong tiếng Ba Lan, một mặt, và không đủ là một từ tiếng Séc, trên othrt. Một số nhà hoạt động Ba Lan đề xuất tên Olsza, trong khi nhà hoạt động người Séc để xuất cái tên Olše.
Nhà ngôn ngữ học và nhà văn người Séc Vincenc Prasek đã chứng minh vào năm 1900 rằng trên thực tế, cái tên Olza có nguồn gốc từ ngôn ngữ Old Slavic độc lập có trước cả tiếng Ba Lan và tiếng Séc. Sự mặc khải này đã được xác nhận bởi các nghiên cứu từ nguyên khác nhau trong thế kỷ 20. Từ Olza được sử dụng trong khu vực có nguồn gốc từ Oldza cổ đại. Olsa trong tiếng Đức là một cách viết lại của Olza nhưng phát âm giống nhau. Người dân địa phương luôn sử dụng hình thức Olza, bất kể là nguồn gốc quốc gia hay dân tộc.
Tuy nhiên, chính quyền trung ương ở Prague đã xem Olza là một cái tên Ba Lan và khi phần lớn dòng sông trở thành một phần của Tiệp Khắc vào năm 1920, họ đã cố gắng đổi tên thành hình thức của Séc, Olše. Tuy nhiên, một mức độ nhị nguyên trong việc đặt tên vẫn tồn tại cho đến những năm 1960, khi Cục Quản lý trắc địa và Bản đồ Trung ương phán quyết rằng hình thức chính thức duy nhất của con sông ở Cộng hòa Séc là Olše. Người dân địa phương ở cả hai bên biên giới và từ cả hai quốc tịch tiếp tục gọi con sông là sông Olza.

## Thị trấn và làng mạc trên sông
(từ nguồn đến miệng)
| - Istebna (PL) - Bukovec - Písek - Jablunkov - Návsí - Hrádek - Bystřice - Vendryně - Lyžbice - Třinec - Konská - Ropice - Český Těšín / Cieszyn (PL) | - Chotěbuz - Pogwizdów (PL) - Louky nad Olší - Kaczyce (PL) - Darkov - Fryštát - Karviná - Dětmarovice - Závada - Godów (PL) - Věřňovice - Kopytov - Olza (PL) |

## Hình ảnh

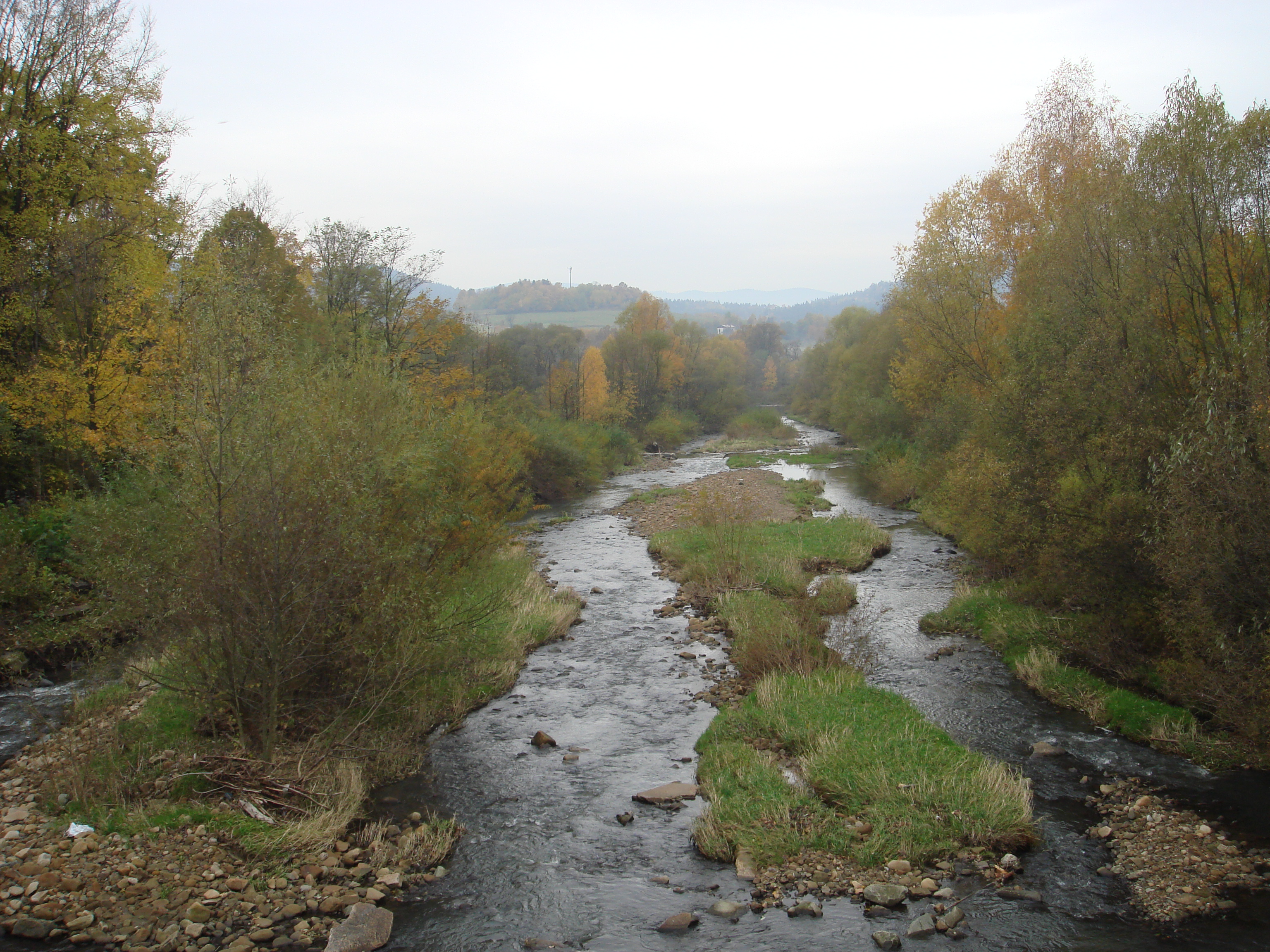
Sông Olza ở Bukovec
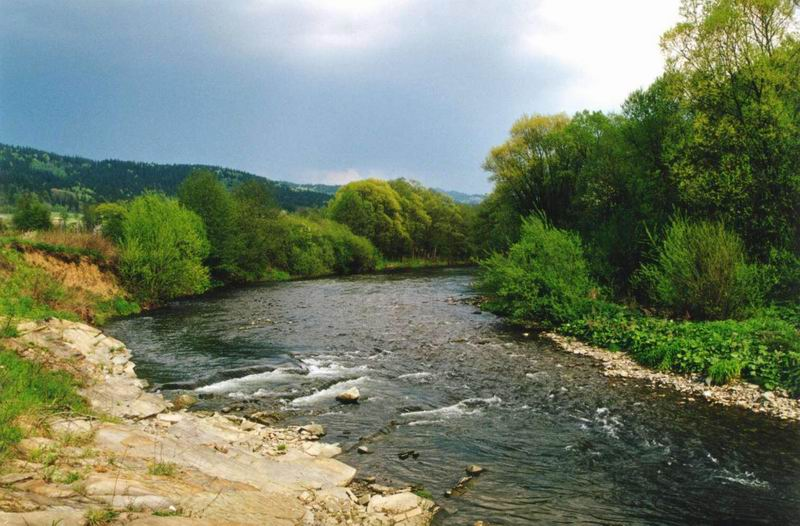
Sông Olza ở Hrádek
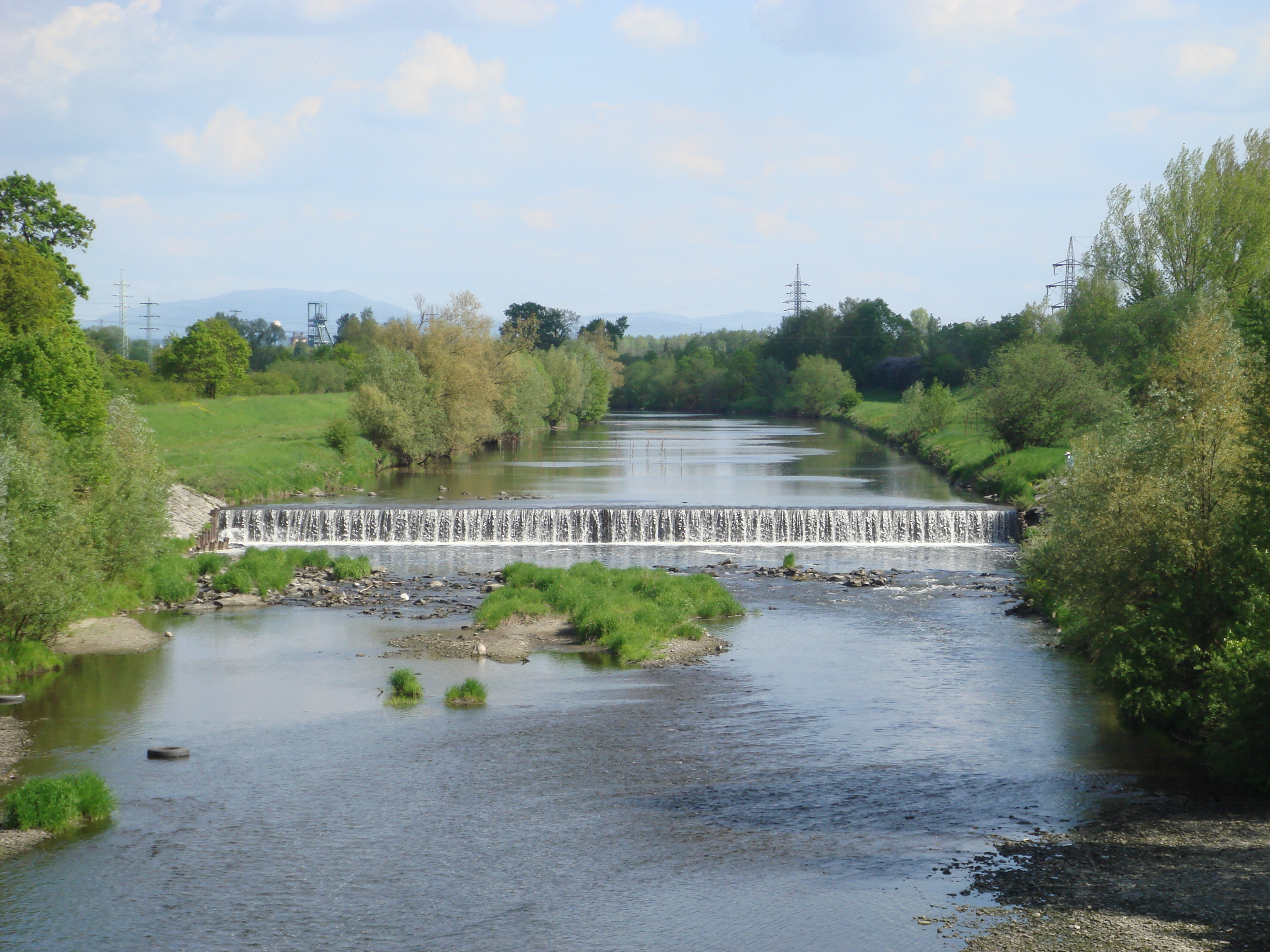
Sông Olza ở Karviná
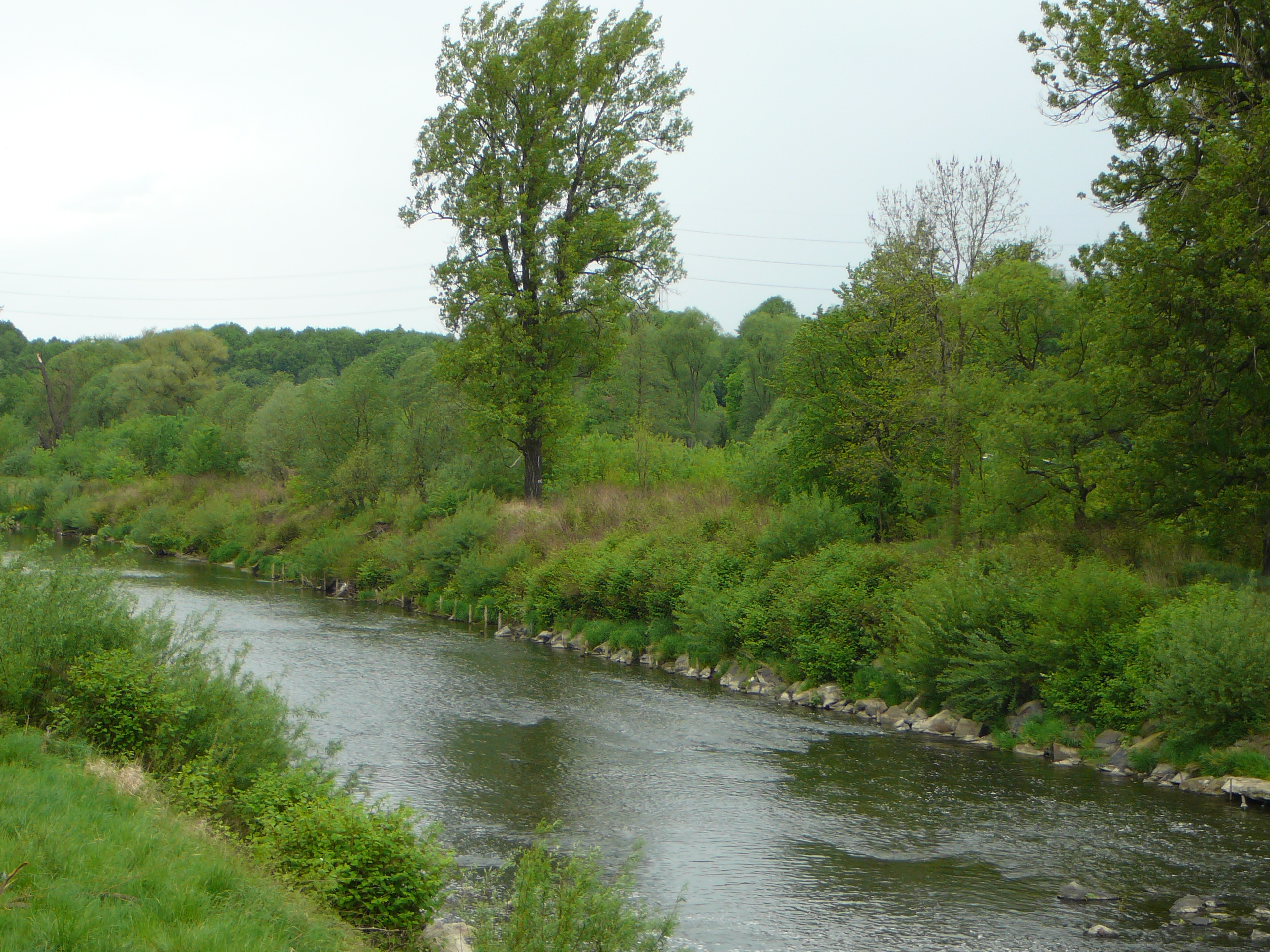
Sông Olza ở Věřňovice